# Strázsa-hegyi-sziklaodú
A Strázsa-hegyi-sziklaodú a Duna–Ipoly Nemzeti Parkban lévő Pilis hegységben, a Nagy-Strázsa-hegyen található egyik barlang.

## Leírás
A Strázsa-hegyi-sziklaodú Esztergom-Kertváros városrészben, a Nagy-Strázsa-hegy (Strázsa-hegy) DNy-i oldalán, a Strázsa-hegyi-barlangtól Ny-ra és kb. 3 m-rel lejjebb, 8–10 m-re helyezkedik el. A 8 m hosszú sziklaodúnak nagy a bejárata, amely DNy-ra tekint. Felső triász dachsteini mészkőben jött létre korrózió és kifagyásos aprózódás hatására a barlang. Az üreg falán néhány helyen borsókő, kalcitszivacs és fennőtt romboéderes kalcit figyelhető meg, amelyek azonban nagyon rongáltak. A könnyen megközelíthető, könnyen járható barlang engedély nélkül, utcai ruhában, felszerelés használata nélkül megtekinthető.
Előfordul a barlang az irodalomban Strázsa-hegyi-kőfülke (Bertalan, Schőnviszky 1973–1974), Strázsa-hegyi kőfülke (Véghelyi 1922–1925), Strázsahegyi kőfülke (Földváry 1935), Strázsa-hegyi-sziklaodu (Bertalan, Schőnviszky 1973–1974), Strázsa-hegyi sziklaodu (Kárpát 1991), Strázsahegyi sziklaodu (Schőnviszky 1937), Sztrázsahegyi kőfülke (Kadić 1952) és Sztrázsahegyi sziklaodu (Kadić 1952) neveken is. 1984-ben volt először Strázsa-hegyi-sziklaodúnak nevezve a barlang az irodalmában.

## Kutatástörténet
Az 1922–1925. évi Barlangkutatásban napvilágot látott értekezésben arról számol be Véghelyi Lajos, hogy az Öreg-Strázsa-hegy DK-i részének kopár mészkőszirtjeiben, karsztosodott sziklacsoportjában három üreget talált, amelyek közül az egyik a Strázsa-hegyi kőfülke. Azért adta az üregnek a kőfülke nevet, mert kialakulása a kőfülke sziklaüregtípusnak felel meg. A kőfülke 284 m tengerszint feletti magasságban helyezkedik el és Dorog felé néz. Az 1925. évi Esztergom Évlapjaiban meg van említve, hogy az Öreg-Strázsa-hegynek a Tábla-hegy felé eső, nagyon karsztosodott részén sziklaüregek fordulnak elő. Az 1935. évi Erdészeti Lapokban az van írva, hogy az Esztergom közelében található és nagyon érdekes sziklaalakzatokban gazdag Strázsa-hegy karsztosodott sziklacsoportjában Véghelyi Lajos három üreget fedezett fel. Ezek közül az egyiknek a Strázsahegyi kőfülke nevet adta.
A Turisták Lapja 1937. évi évfolyamában kiadott és Schőnviszky László által írt tanulmányban két külön barlangként leírt Strázsahegyi kőfülke és Strázsahegyi sziklaodu ugyanaz a barlang, a Strázsa-hegyi-sziklaodú. A publikációban az olvasható, hogy a kőfülke a Strázsa-hegyi-barlangtól keletre, a szirt délkeleti letörésében nyílik. Régi tüzelés nyomai figyelhetők meg a hatalmas, nyolc–kilenc méter magas, jelentéktelen fülke falain. Az ismertetés szerint a sziklaodú a Strázsa-hegyi-barlangtól nyugatra, néhány méterrel feljebb található. A néhány méteres kis üreg jobb oldalán egy mélyebb, járhatatlanul szűk lyuk indul. Kadić Ottokár 1952-ben befejezett kéziratában meg lettek ismételve Schőnviszky László barlangismertetései. A kéziratban szintén két külön barlangként van leírva a Strázsa-hegyi-sziklaodú, az egyik barlangnak Sztrázsahegyi kőfülke a neve, a másik barlangnak Sztrázsahegyi sziklaodu a neve.
Az 1953. évi Földrajzi Értesítőben megjelent és Láng Sándor által írt dolgozatban szó van arról, hogy a Nagy-Strázsa-hegyen három régóta ismert (Strázsa-hegyi-barlang, Strázsahegyi kőfülke, Strázsa-hegyi Rókalyuk) és egy nemrég felfedezett barlang (Sátorkőpusztai-barlang) van. A régen leírt három barlang közül a legnagyobb a Strázsa-hegyi-barlang. A Strázsahegyi kőfülke Dorogra, DNy-ra tekintő bejárata 284 m tszf. magasságban helyezkedik el. A Strázsa-hegyi-barlangtól 5 m-re lévő kis kőfülke korróziós eredetű barlang, amelyet a hegy belsejéből felszínre törő víz oldott ki. Ezt a barlangot is karsztvíz oldotta ki (ahogy a Strázsa-hegyi-barlangot és a Strázsa-hegyi Rókalyukat), ezért forrásbarlang. Már Véghelyi Lajos is úgy gondolta, hogy a hegy felső három barlangja (Strázsa-hegyi-barlang, Strázsahegyi kőfülke, Strázsa-hegyi Rókalyuk) közös hasadékrendszer mentén jött létre. Láng Sándor feltételezte, hogy a felső három barlang összeköttetésben van az alsó Sátorkőpusztai-barlanggal is és mindegyiket termákkal elegyes karsztvíz oldotta ki.

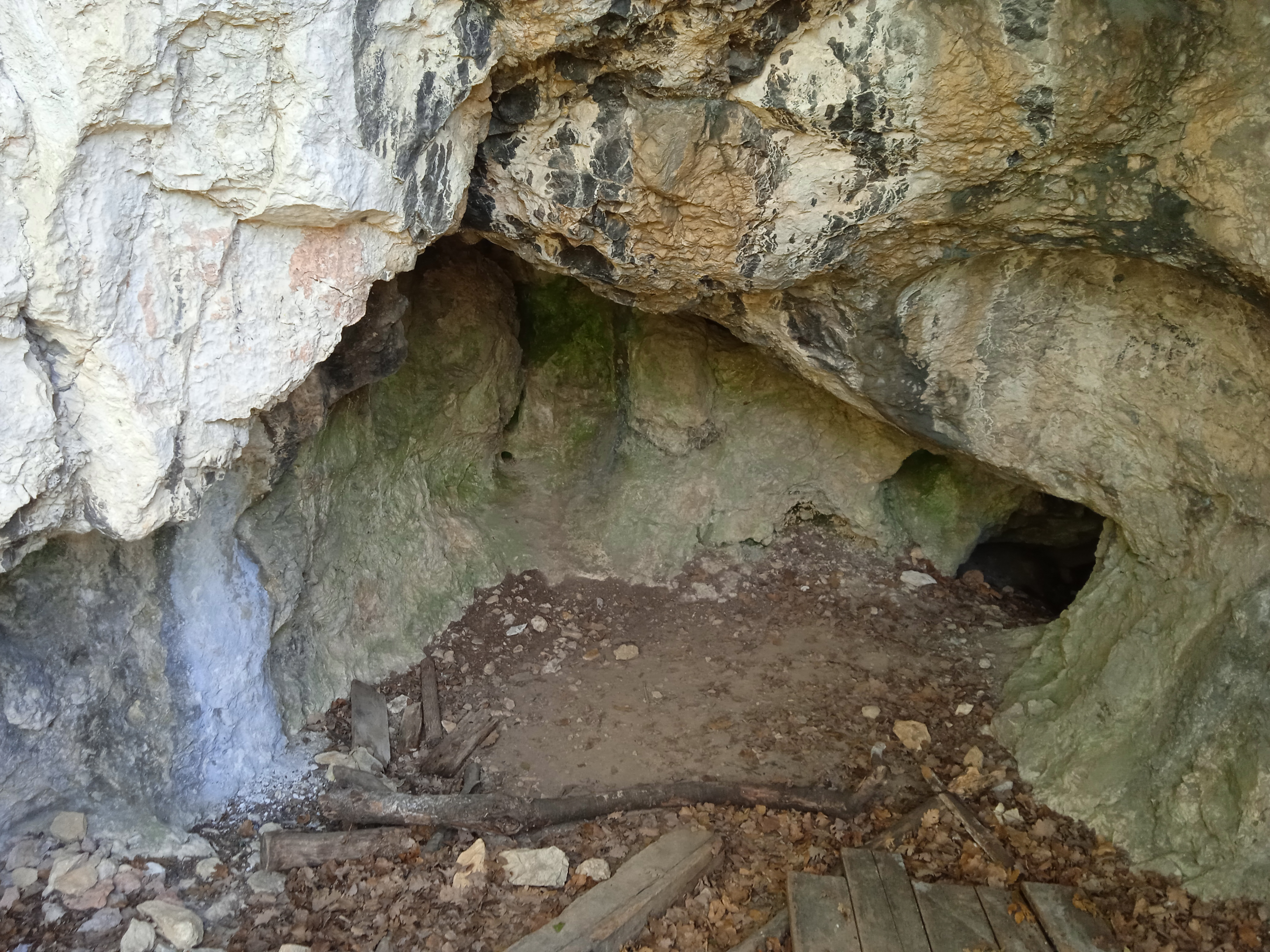
A Strázsa-hegyi-sziklaodú

Az 1976-ban befejezett és Bertalan Károly által írt kéziratban is két külön barlangként van bemutatva a kőfülke és a sziklaodú. A kőfülke ismertetéséhez Schőnviszky László és Láng Sándor publikációi lettek felhasználva. A kézirat szerint a Pilis hegységben, a Pilis-vonulatban, Esztergomban helyezkedik el a Strázsahegyi kőfülke. A Strázsa-hegyi-barlangtól K-re 5 m-re, a szirt DK-i letörésében, kb. 284 m tszf. magasságban található a DK felé néző bejárata. A forrásbarlang 8–9 m magas és falain régi tűzrakások nyomai láthatók. A sziklaodú Schőnviszky László írása alapján lett feldolgozva. A kézirat szerint a Pilis hegységben, a Pilis-vonulatban, Esztergomban helyezkedik el a Strázsahegyi sziklaodu. A Strázsa-hegyi-barlangtól Ny-ra, pár m-rel feljebb van a bejárata. A 2–3 m hosszú barlang jobb oldalából járhatalanul szűk, mélyebb járat indul ki.
A Bertalan Károly és Schőnviszky László által összeállított, 1976-ban megjelent Magyar barlangtani bibliográfia barlangnévmutatójában meg van említve a barlang a Pilis hegységben lévő két külön barlangként, Strázsa-hegyi-kőfülke és Strázsa-hegyi-sziklaodu néven. A barlangnévmutatóban meg van említve 1 irodalmi mű, amelyben szerepel a Strázsa-hegyi-kőfülke és a Strázsa-hegyi-sziklaodu. Az 1984-ben kiadott Magyarország barlangjai című könyv országos barlanglistájában szerepel a Pilis hegység barlangjai között a barlang, de két különálló barlangként. Az egyik barlangnak Strázsa-hegyi-kőfülke a neve, a másik barlangnak Strázsa-hegyi-sziklaodú a neve. A listához kapcsolódóan látható a Dunazug-hegység barlangjainak földrajzi elhelyezkedését bemutató 1:500 000-es méretarányú térképen a két barlang földrajzi elhelyezkedése. A Kárpát József által írt 1991. évi összeállításban meg van említve, hogy a Strázsa-hegyi sziklaodu (Esztergom) 3 m hosszú és nincs mélysége, a Strázsa-hegyi kőfülke (Esztergom) 8 m hosszú és 0 m mély.
1997. május 29-én Regős József mérte fel és a felmérés alapján 1997. június 1-jén Kraus Sándor szerkesztette meg alaprajz térképét keresztmetszettel, amely 1:50 méretarányban készült. 1997. május 29-én Kraus Sándor rajzolt helyszínrajzot, amelyen a Kis-Strázsa-hegy, Középső-Strázsa-hegy és Nagy-Strázsa-hegy barlangjainak földrajzi elhelyezkedése van ábrázolva. A rajzon látható a Sziklaodú névvel jelölt barlang földrajzi elhelyezkedése. Kraus Sándor 1997. évi beszámolójában az olvasható, hogy az 1997 előtt is ismert Strázsa-hegyi-kőfülke már nem beazonosítható és nincs a barlangnak térképe. A Strázsa-hegyi-sziklaodú 1997 előtt is ismert volt. A veszélyeztetett barlangnak 1997-ben készült el a térképe. A jelentésbe bekerült az 1997-es helyszínrajz.